# ایزیا
ایزیا (فرانسوی: Izïa‎؛ ‏تلفظ در فرانسوی: [izja ana ʁozin iʒlɛ̃]) با نام کامل ایزیا ایژلان (فرانسوی: Izïa Higelin‎) خواننده، نوازندهٔ گیتار و بازیگر اهل فرانسه است.
او در چند فیلم همچون رودن، سامبا و بازداشت نیز بازی کرده‌است.